# Coppa Ronchetti 1974-1975
L'edizione 1974-1975 della Coppa europea Liliana Ronchetti è stata la quarta della seconda competizione europea per club di pallacanestro femminile organizzata dalla FIBA Europe. Si è svolta tra il 14 ottobre 1974 al 2 aprile 1975. È dedicata da questa stagione a Liliana Ronchetti, cestista italiana la cui carriera è durata 26 anni, deceduta a causa del cancro proprio nel 1974.
Vi hanno partecipato trenta squadre. Il titolo è stato conquistato dallo Spartak Leningrado, in finale sul BC Levski Spartak.

## Turno preliminare
| Squadra #1           | Totale  | Squadra #2           | Andata | Ritorno |
| -------------------- | ------- | -------------------- | ------ | ------- |
| Carlsberg Brussels   | ?–?     | FC Porto             | ?–?    | ?–?     |
| BBC Nyon             | 88–98   | Tabacalera La Coruña | 53–54  | 35–44   |
| PIT Arras            | 127-140 | ABBC Le Logis        | 66-71  | 61–69   |
| Juventus Tazza d'Oro | 136-79  | WLF Marburg          | 78–49  | 58-30   |
| CIF Lisboa           | 51–92   | Celta Vigo           | 27–40  | 24–52   |
| ZKK Vozdovac         | 176-125 | Vivo-Will Wood       | 89-63  | 87-62   |
| DBC Aalst            | 127-106 | BBC Bern             | 66-51  | 61–55   |
| UBZ Salzburg         | 92-118  | KFUM Stockholm       | 41-46  | 51-72   |
| ATV Düsseldorf       | 146–181 | Minyor Pernik        | 61–83  | 85–98   |

## Sedicesimi di finale
| Squadra #1           | Totale  | Squadra #2             | Andata | Ritorno |
| -------------------- | ------- | ---------------------- | ------ | ------- |
| Tabacalera La Coruña | 83–133  | IEFS Bucharest         | 49–60  | 34–73   |
| ABBC Le Logis        | 111-114 | Maccabi Tel Aviv       | 60–55  | 51-59   |
| Juventus Roma        | tav.    | Crvena Zvezda Belgrade | 0-2    | 0-2     |
| Celta Vigo           | 126–88  | TV Grafemberg          | 72–61  | 54–27   |
| Voždovac             | 65-94   | Slavia Praga           | 61–80  | 65-94   |
| DBC Aalst            | 109–133 | La Gerbe BC            | 68–68  | 41–65   |
| KFUM Stockholm       | 93-119  | CREFF Madrid           | 48-47  | 45–72   |
| Minyor Pernik        | 121–117 | Standa Milano          | 77–57  | 44–60   |
| Carlsberg Brussels   | 65-197  | Levski-Spartak Sofia   | 32–115 | 33-82   |
| FC Lyon              | 103-146 | Budapesti Spartacus    | 58–59  | 45-87   |

## Ottavi di finale
| Squadra #1           | Totale  | Squadra #2          | Andata | Ritorno |
| -------------------- | ------- | ------------------- | ------ | ------- |
| IEFS Bucharest       | 147–109 | Maccabi Tel Aviv    | 82–52  | 65–57   |
| Crvena zvezda        | 173–124 | Celta Vigo          | 106–62 | 67–62   |
| Slavia Prague        | 133-112 | La Gerbe BC         | 70–58  | 63-54   |
| CREFF Madrid         | 96–144  | Minyor Pernik       | 51–58  | 45–86   |
| Levski-Spartak Sofia | 161–105 | Budapesti Spartacus | 84–46  | 77–59   |

## Gruppi quarti di finale

### Gruppo A
| Pos | Squadra            | G | V | P | PF  | PS  | DP   | Qualificazione              |  | SLE   | LSS    | IBU   |
| --- | ------------------ | - | - | - | --- | --- | ---- | --------------------------- |  | ----- | ------ | ----- |
| 1   | Spartak Leningrado | 4 | 4 | 0 | 348 | 197 | +151 | Qualificate alle semifinali |  | —     | 115–46 | 69–41 |
| 2   | BC Levski Spartak  | 4 | 2 | 2 | 247 | 317 | −70  | Qualificate alle semifinali |  | 55–85 | —      | 64–51 |
| 3   | IEFS Bucharest     | 4 | 0 | 4 | 213 | 294 | −81  |                             |  | 55–79 | 66–82  | —     |

### Gruppo B
| Pos | Squadra       | G | V | P | PF  | PS  | DP  | Qualificazione              |  | PER   | CZB   | SPR   |
| --- | ------------- | - | - | - | --- | --- | --- | --------------------------- |  | ----- | ----- | ----- |
| 1   | Minyor Pernik | 4 | 2 | 2 | 294 | 262 | +32 | Qualificate alle semifinali |  | —     | 87–67 | 79–53 |
| 2   | Crvena zvezda | 4 | 2 | 2 | 299 | 305 | −6  | Qualificate alle semifinali |  | 78–68 | —     | 79–66 |
| 3   | Slavia Praga  | 4 | 2 | 2 | 267 | 293 | −26 |                             |  | 64–60 | 84–75 | —     |

## Semifinali
| Squadra #1    | Totale  | Squadre #2           | Andata | Ritorno |
| ------------- | ------- | -------------------- | ------ | ------- |
| Minyor Pernik | 116–144 | Levski-Spartak Sofia | 75–75  | 41–69   |
| Crvena zvezda | 87–119  | Spartak Leningrado   | 41–56  | 46–63   |

## Finali
| Squadra #1           | Totale  | Squadra #2         | Andata | Ritorno |
| -------------------- | ------- | ------------------ | ------ | ------- |
| Levski-Spartak Sofia | 113–143 | Spartak Leningrado | 59–64  | 54–79   |